# Keys
Keys és una concentració de població designada pel cens dels Estats Units a l'estat d'Oklahoma. Segons el cens del 2000 tenia 458 habitants.

## Demografia
Segons el cens del 2000, Keys tenia 458 habitants, 174 habitatges, i 128 famílies. La densitat de població era de 32,2 habitants per km².
Dels 174 habitatges en un 37,4% hi vivien nens de menys de 18 anys, en un 57,5% hi vivien parelles casades, en un 13,8% dones solteres, i en un 26,4% no eren unitats familiars. En el 20,1% dels habitatges hi vivien persones soles el 7,5% de les quals corresponia a persones de 65 anys o més que vivien soles. El nombre mitjà de persones vivint en cada habitatge era de 2,63 i el nombre mitjà de persones que vivien en cada família era de 3,03.
Per edats la població es repartia de la següent manera: un 28,4% tenia menys de 18 anys, un 9,4% entre 18 i 24, un 27,9% entre 25 i 44, un 23,8% de 45 a 60 i un 10,5% 65 anys o més.
L'edat mediana era de 34 anys. Per cada 100 dones de 18 o més anys hi havia 98,8 homes.
La renda mediana per habitatge era de 16.691 $ i la renda mediana per família de 17.279 $. Els homes tenien una renda mediana de 29.000 $ mentre que les dones 23.500 $. La renda per capita de la població era d'11.650 $. Entorn del 33,7% de les famílies i el 33,9% de la població estaven per davall del llindar de pobresa.

## Poblacions més properes
El següent diagrama mostra les poblacions més properes.